# Football Club de Sion 2020-2021
Questa voce raccoglie le informazioni riguardanti il Football Club de Sion nelle competizioni ufficiali della stagione 2020-2021.

## Stagione
Nella stagione 2020-2021 il Sion, allenato da Fabio Grosso, Christian Constantin e Marco Walker, concluse il campionato di Super League al 9º posto e vinse lo spareggio promozione-retrocessione con il Thun. In Coppa Svizzera il Sion fu eliminato agli ottavi di finale dall'Aarau.

## Rosa
| N. |                           | Ruolo | Calciatore         |
| -- | ------------------------- | ----- | ------------------ |
| 1  | RD del Congo (bandiera)   | P     | Timothy Fayulu     |
| 3  | Svezia (bandiera)         | D     | Mattias Andersson  |
| 4  | Svizzera (bandiera)       | D     | Nikita Vlasenko    |
| 5  | Svizzera (bandiera)       | D     | Jan Bamert         |
| 6  | Camerun (bandiera)        | C     | Christian Zock     |
| 7  | Italia (bandiera)         | C     | Luca Clemenza      |
| 8  | Brasile (bandiera)        | C     | Batata             |
| 9  | Lettonia (bandiera)       | A     | Roberts Uldriķis   |
| 11 | Svizzera (bandiera)       | A     | Gaëtan Karlen      |
| 13 | Kosovo (bandiera)         | D     | Arian Kabashi      |
| 14 | Svizzera (bandiera)       | C     | Anto Grgić         |
| 15 | Giappone (bandiera)       | A     | Yamato Wakatsuki   |
| 18 | Svizzera (bandiera)       | P     | Kevin Fickentscher |
| 20 | Svizzera (bandiera)       | C     | Musa Araz          |
| 21 | Svizzera (bandiera)       | D     | Dennis Iapichino   |
| 23 | Svizzera (bandiera)       | C     | Matteo Tosetti     |
| 25 | Svizzera (bandiera)       | A     | Théo Berdayes      |
| 26 | Costa d'Avorio (bandiera) | C     | Serey Dié          |

| N. |                          | Ruolo | Calciatore          |
| -- | ------------------------ | ----- | ------------------- |
| 27 | Croazia (bandiera)       | D     | Ivan Martić         |
| 28 | Svizzera (bandiera)      | P     | Damien Buchard      |
| 29 | Francia (bandiera)       | A     | Jared Khasa         |
| 30 | Algeria (bandiera)       | D     | Ayoub Abdellaoui    |
| 33 | Svizzera (bandiera)      | D     | Noah Lovisa         |
| 34 | Senegal (bandiera)       | D     | Birama Ndoye        |
| 45 | Svizzera (bandiera)      | D     | Léo Lacroix         |
| 52 | Brasile (bandiera)       | C     | Wesley              |
| 68 | Francia (bandiera)       | D     | Jean Ruiz           |
| 70 | Spagna (bandiera)        | C     | José Aguilar        |
| 72 | Svizzera (bandiera)      | C     | Siyar Doldur        |
| 77 | Svizzera (bandiera)      | D     | Sandro Theler       |
| 79 | Guinea-Bissau (bandiera) | C     | Mauro Rodrigues     |
| 93 | Francia (bandiera)       | A     | Nasser Daoudou M'Sa |
| 97 | Guadalupa (bandiera)     | D     | Dimitri Cavaré      |
| 98 | Slovacchia (bandiera)    | A     | Ľubomír Tupta       |
| 99 | Francia (bandiera)       | A     | Guillaume Hoarau    |
|    | Svizzera (bandiera)      | A     | Aimery Pinga        |

## Organigramma societario
Area tecnica
- Allenatore: Fabio Grosso, Christian Constantin, Marco Walker
- Allenatore in seconda: Amar Boumilat, Sinval, Andris Vaņins
- Preparatore dei portieri:
- Preparatori atletici: Mattia Garrone

## Calciomercato

### Sessione estiva
| Acquisti | Acquisti         | Acquisti        | Acquisti |
| R.       | Nome             | da              | Modalità |
| -------- | ---------------- | --------------- | -------- |
| C        | Musa Araz        | Neuchâtel Xamax |          |
| C        | Luca Clemenza    | Juventus II     |          |
| D        | Nikita Vlasenko  | Juventus U19    |          |
| A        | Guillaume Hoarau | Young Boys      |          |
| C        | Matteo Tosetti   | Thun            |          |
| D        | Dennis Iapichino | Servette        |          |
| A        | Aimery Pinga     | FC Andorra      |          |

| Cessioni | Cessioni            | Cessioni       | Cessioni |
| R.       | Nome                | a              | Modalità |
| -------- | ------------------- | -------------- | -------- |
| D        | Mickaël Facchinetti | Lugano         |          |
| C        | Pajtim Kasami       | Basilea        |          |
| A        | Filip Stojilković   | Aarau          |          |
| A        | Philippe            | Vila Nova U23  |          |
| D        | Ermir Lenjani       | Grasshoppers   |          |
| C        | Bastien Toma        | Genk           |          |
| C        | Joaquim Adão        | Petro Atlético |          |
| D        | Quentin Maceiras    | Young Boys     |          |
| C        | Berkan Kutlu        | Alanyaspor     |          |
| A        | Yannick Cotter      | Juventus U19   |          |
| D        | Alexandre N'Sakala  | Sion II        |          |

### Sessione invernale
| Acquisti | Acquisti      | Acquisti | Acquisti |
| R.       | Nome          | da       | Modalità |
| -------- | ------------- | -------- | -------- |
| A        | Ľubomír Tupta | Ascoli   |          |
| C        | Wesley        | Juventus |          |

| Cessioni | Cessioni       | Cessioni        | Cessioni |
| R.       | Nome           | a               | Modalità |
| -------- | -------------- | --------------- | -------- |
| C        | André Edgar    | Neuchâtel Xamax |          |
| A        | Patrick Luan   | Kriens          |          |
| A        | Yassin Fortune | Angers          |          |
| D        | Raphael Rossi  | Radomiak Radom  |          |
| A        | Itaitinga      | Pau             |          |

## Risultati

### Super League

#### Prima fase, girone di andata
| Arbitro: | Jaccottet |

|             |           |  |
| Fazliji 38’ | Marcatori |  |

| Sion 26 settembre 2020, ore 19:00 CEST 2ª giornata | Sion  | 0 – 0 referto | Young Boys | Stade Tourbillon (1 000 spett.)\| Arbitro: \| Bieri \| |
| Arbitro:                                           | Bieri |               |            |                                                        |

| Arbitro: | San |

|                          |           |                          |
| Guidotti 57’ Daprelà 82’ | Marcatori | 40’ Grgić 73’ (rig.) Dié |

| Sion 18 ottobre 2020, ore 16:00 CEST 4ª giornata | Sion  | 0 – 0 referto | Losanna | Stade Tourbillon (2 850 spett.)\| Arbitro: \| Dudic \| |
| Arbitro:                                         | Dudic |               |         |                                                        |

| Arbitro: | Tschudi |

|                      |           |  |
| Bamert 15’ Khasa 58’ | Marcatori |  |

| Arbitro: | Tschudi |

|                               |           |  |
| Bamert 70’ (aut.) Alounga 81’ | Marcatori |  |

| Arbitro: | Schnyder |

|                                      |           |                               |
| Klose 10’ Kasami 36’, 81’ Cabral 40’ | Marcatori | 27’ (rig.) Grgić 61’ Uldriķis |

| Arbitro: | Schärer |

|                      |           |                              |
| Karlen 48’ Khasa 79’ | Marcatori | 47’ Schönbächler 55’ Kololli |

| Arbitro: | Dudic |

|                                       |           |              |
| Çiçek 23’, 54’ Dorn 46’ Coulibaly 59’ | Marcatori | 41’ Uldriķis |

#### Prima fase, girone di ritorno
| Arbitro: | Jaccottet |

|                  |           |             |
| Grgić 75’ (rig.) | Marcatori | 90’ Daprelà |

| Arbitro: | Fähndrich |

|            |           |                      |
| Bamert 53’ | Marcatori | 72’ Sorgić 84’ Tasar |

| Arbitro: | Jaccottet |

|            |           |           |
| Fofana 71’ | Marcatori | 15’ Grgić |

| Arbitro: | Dudic |

|                         |           |               |
| Zock 72’ Abdellaoui 90’ | Marcatori | 76’ Lüchinger |

| Zurigo 23 dicembre 2020, ore 20:30 CET 14ª giornata | Zurigo  | 0 – 0 referto | Sion | Stadio Letzigrund (0 spett.)\| Arbitro: \| Schärer \| |
| Arbitro:                                            | Schärer |               |      |                                                       |

| Arbitro: | Tschudi |

|  |           |            |
|  | Marcatori | 26’ Karlen |

| Arbitro: | Bieri |

|                 |           |                                          |
| Karlen 77’, 83’ | Marcatori | 15’ Klose 25’ Kasami 79’ van Wolfswinkel |

| Arbitro: | Schnyder |

|                        |           |                |
| Ngamaleu 4’ Lauper 34’ | Marcatori | 26’ Abdellaoui |

| Arbitro: | Jaccottet |

|                            |           |                                   |
| Grgić 14’, 61’ (rig.), 90’ | Marcatori | 4’ Guillemenot 75’ (aut.) Lacroix |

#### Seconda fase, girone di andata
| Arbitro: | Schnyder |

|                       |           |                         |
| Cabral 32’ Kasami 37’ | Marcatori | 53’ Wesley 57’ Uldriķis |

| Arbitro: | Piccolo |

|                 |           |                 |
| Grgić 4’ (rig.) | Marcatori | 51’ Guillemenot |

| Arbitro: | Fähndrich |

|            |           |              |
| Kramer 39’ | Marcatori | 12’ Clemenza |

| Arbitro: | Cibelli |

|  |           |                                           |
|  | Marcatori | 73’ (rig.) Lüchinger 90’ (rig.) Coulibaly |

| Arbitro: | Schnyder |

|  |           |                                           |
|  | Marcatori | 27’ Custodio 32’ (rig.) Marić 41’ Bottani |

| Arbitro: | Fähndrich |

|                        |           |                          |
| Kukuruzović 19’ (rig.) | Marcatori | 6’, 50’ Batata 71’ Ndoye |

| Arbitro: | Tschudi |

|               |           |                      |
| Wakatsuki 84’ | Marcatori | 33’ Schalk 36’ Valls |

| Arbitro: | Jaccottet |

|             |           |           |
| Ugrinić 78’ | Marcatori | 76’ Grgić |

| Arbitro: | Bieri |

|  |           |                                             |
|  | Marcatori | 86’ Nsame 90’ (rig.) Spielmann 90’ Ngamaleu |

#### Seconda fase, girone di ritorno
| Arbitro: | Schärer |

|                              |           |  |
| Lüchinger 75’ Đokić 79’, 84’ | Marcatori |  |

| Arbitro: | Fähndrich |

|                     |           |                      |
| Hoarau 41’ Araz 52’ | Marcatori | 14’ Tosin 85’ Rohner |

| Arbitro: | Piccolo |

|                            |           |                                                 |
| Schalk 37’, 63’ Fofana 74’ | Marcatori | 7’, 56’ Karlen 58’ Ndoye 71’ Hoarau 82’ Tosetti |

| Arbitro: | Tschudi |

|                            |           |            |
| Mambimbi 8’ Siebatcheu 76’ | Marcatori | 24’ Cavaré |

| Arbitro: | Jaccottet |

|            |           |          |
| Karlen 67’ | Marcatori | 83’ Jenz |

| Arbitro: | Schnyder |

|  |           |                      |
|  | Marcatori | 51’, 62’, 88’ Hoarau |

| Arbitro: | San |

|           |           |           |
| Khasa 89’ | Marcatori | 49’ Tasar |

| Arbitro: | Jaccottet |

|                                           |           |             |
| Ziegler 19’ Lacroix 44’ (aut.) Gerndt 69’ | Marcatori | 45’ Tosetti |

| Arbitro: | Bieri |

|                                      |           |  |
| Karlen 9’, 35’ Batata 34’ Hoarau 58’ | Marcatori |  |

### Spareggio promozione-retrocessione
| Arbitro: | Schärer |

|               |           |                                                 |
| Salanović 89’ | Marcatori | 13’, 63’ (rig.) Hoarau 15’ Tosetti 86’ Uldriķis |

| Arbitro: | San |

|                |           |                                       |
| Tupta 30’, 45’ | Marcatori | 3’ Dzonlagic 38’ Schmidt 55’ Havenaar |

### Coppa Svizzera
| Arbitro: | Jancevski |

|  |           |                          |
|  | Marcatori | 47’ Karlen 76’, 87’ Luan |

| Arbitro: | Schärer |

|                                                    |           |                             |
| Rrudhani 12’ Balaj 88’ Giger 110’ Stojilković 112’ | Marcatori | 62’ (rig.) Grgić 83’ Hoarau |

## Statistiche

### Statistiche di squadra
| Competizione                       | Punti | In casa | In casa | In casa | In casa | In casa | In casa | In trasferta | In trasferta | In trasferta | In trasferta | In trasferta | In trasferta | Totale | Totale | Totale | Totale | Totale | Totale | DR  |
| Competizione                       | Punti | G       | V       | N       | P       | Gf      | Gs      | G            | V            | N            | P            | Gf           | Gs           | G      | V      | N      | P      | Gf     | Gs     | DR  |
| ---------------------------------- | ----- | ------- | ------- | ------- | ------- | ------- | ------- | ------------ | ------------ | ------------ | ------------ | ------------ | ------------ | ------ | ------ | ------ | ------ | ------ | ------ | --- |
| Super League                       | 38    | 18      | 4       | 8       | 6       | 23      | 26      | 18           | 4            | 6            | 8            | 25           | 32           | 36     | 8      | 14     | 14     | 48     | 58     | -10 |
| Spareggio promozione-retrocessione | -     | 1       | 0       | 0       | 1       | 2       | 3       | 1            | 1            | 0            | 0            | 4            | 1            | 2      | 1      | 0      | 1      | 6      | 4      | +2  |
| Coppa Svizzera                     | -     | 0       | 0       | 0       | 0       | 0       | 0       | 2            | 1            | 0            | 1            | 5            | 4            | 2      | 1      | 0      | 1      | 5      | 4      | +1  |
| Totale                             | 38    | 19      | 4       | 8       | 7       | 25      | 29      | 21           | 6            | 6            | 9            | 34           | 37           | 40     | 10     | 14     | 16     | 59     | 66     | -7  |

### Andamento in campionato
| Giornata  | 1  | 2  | 3 | 4 | 5 | 6 | 7 | 8 | 9 | 10 | 11 | 12 | 13 | 14 | 15 | 16 | 17 | 18 | 19 | 20 | 21 | 22 | 23 | 24 | 25 | 26 | 27 | 28 | 29 | 30 | 31 | 32 | 33 | 34 | 35 | 36 |
| --------- | -- | -- | - | - | - | - | - | - | - | -- | -- | -- | -- | -- | -- | -- | -- | -- | -- | -- | -- | -- | -- | -- | -- | -- | -- | -- | -- | -- | -- | -- | -- | -- | -- | -- |
| Luogo     | T  | C  | T | C | C | T | T | C | T | C  | C  | T  | C  | T  | T  | C  | T  | C  | T  | C  | T  | C  | C  | T  | C  | T  | C  | T  | C  | T  | T  | C  | T  | C  | T  | C  |
| Risultato | P  | N  | N | N | V | P | P | N | P | N  | P  | N  | V  | N  | V  | P  | P  | V  | N  | N  | N  | P  | P  | V  | P  | N  | P  | P  | N  | V  | P  | N  | V  | N  | P  | V  |
| Posizione | 10 | 10 | 7 | 8 | 7 | 8 | 8 | 8 | 9 | 9  | 9  | 9  | 9  | 9  | 8  | 8  | 8  | 8  | 8  | 9  | 9  | 9  | 9  | 9  | 9  | 9  | 10 | 10 | 10 | 10 | 10 | 10 | 10 | 10 | 10 | 9  |

Legenda:

Luogo: C = Casa; T = Trasferta. Risultato: V = Vittoria; N = Pareggio; P = Sconfitta.

### Statistiche dei giocatori
| Giocatore       | Super League | Super League | Super League | Super League | Coppa Svizzera | Coppa Svizzera | Coppa Svizzera | Coppa Svizzera | Totale   | Totale | Totale      | Totale     |
| Giocatore       | Presenze     | Reti         | Ammonizioni  | Espulsioni   | Presenze       | Reti           | Ammonizioni    | Espulsioni     | Presenze | Reti   | Ammonizioni | Espulsioni |
| --------------- | ------------ | ------------ | ------------ | ------------ | -------------- | -------------- | -------------- | -------------- | -------- | ------ | ----------- | ---------- |
| A. Abdellaoui   | 24           | 2            | 11           | 1            | 2              | 0              | 0              | 0              | 26       | 2      | 11          | 1          |
| J. Aguilar      | 3            | 0            | 0            | 0            | 0              | 0              | 0              | 0              | 3        | 0      | 0           | 0          |
| M. Andersson    | 0            | 0            | 0            | 0            | 0              | 0              | 0              | 0              | 0        | 0      | 0           | 0          |
| M. Araz         | 20           | 1            | 5            | 0            | 0              | 0              | 0              | 0              | 20       | 1      | 5           | 0          |
| B. Batata       | 21           | 3            | 5            | 1            | 2              | 0              | 1              | 0              | 23       | 3      | 6           | 1          |
| J. Bamert       | 26           | 2            | 5            | 0            | 1              | 0              | 0              | 1              | 27       | 2      | 5           | 1          |
| T. Berdayes     | 0            | 0            | 0            | 0            | 0              | 0              | 0              | 0              | 0        | 0      | 0           | 0          |
| D. Buchard      | 0            | 0            | 0            | 0            | 0              | 0              | 0              | 0              | 0        | 0      | 0           | 0          |
| D. Cavaré       | 7            | 1            | 1            | 0            | 0              | 0              | 0              | 0              | 7        | 1      | 1           | 0          |
| L. Clemenza     | 14           | 1            | 0            | 1            | 1              | 0              | 0              | 0              | 15       | 1      | 0           | 1          |
| S. Dié          | 24           | 1            | 6            | 0            | 2              | 0              | 0              | 0              | 26       | 1      | 6           | 0          |
| S. Doldur       | 8            | 0            | 0            | 0            | 0              | 0              | 0              | 0              | 8        | 0      | 0           | 0          |
| A. Edgar        | 7            | 0            | 0            | 0            | 1              | 0              | 0              | 0              | 8        | 0      | 0           | 0          |
| T. Fayulu       | 15           | 0            | 1            | 0            | 0              | 0              | 0              | 0              | 15       | 0      | 1           | 0          |
| K. Fickentscher | 21           | 0            | 0            | 0            | 2              | 0              | 1              | 0              | 23       | 0      | 1           | 0          |
| A. Grgić        | 33           | 9            | 6            | 0            | 2              | 1              | 0              | 0              | 35       | 10     | 6           | 0          |
| G. Hoarau       | 22           | 6            | 2            | 0            | 1              | 1              | 0              | 0              | 23       | 7      | 2           | 0          |
| D. Iapichino    | 23           | 0            | 5            | 0            | 0              | 0              | 0              | 0              | 23       | 0      | 5           | 0          |
| I. Itaitinga    | 9            | 0            | 0            | 0            | 1              | 0              | 0              | 0              | 10       | 0      | 0           | 0          |
| A. Kabashi      | 1            | 0            | 0            | 0            | 0              | 0              | 0              | 0              | 1        | 0      | 0           | 0          |
| G. Karlen       | 32           | 9            | 6            | 0            | 2              | 1              | 0              | 0              | 34       | 10     | 6           | 0          |
| J. Khasa        | 26           | 3            | 1            | 0            | 1              | 0              | 0              | 0              | 27       | 3      | 1           | 0          |
| L. Lacroix      | 11           | 0            | 5            | 0            | 1              | 0              | 0              | 0              | 12       | 0      | 5           | 0          |
| N. Lovisa       | 2            | 0            | 0            | 0            | 0              | 0              | 0              | 0              | 2        | 0      | 0           | 0          |
| P. Luan         | 8            | 0            | 0            | 0            | 1              | 2              | 0              | 0              | 9        | 2      | 0           | 0          |
| N. M'Sa         | 0            | 0            | 0            | 0            | 0              | 0              | 0              | 0              | 0        | 0      | 0           | 0          |
| I. Martić       | 15           | 0            | 5            | 0            | 1              | 0              | 0              | 0              | 16       | 0      | 5           | 0          |
| B. Ndoye        | 30           | 2            | 3            | 1            | 2              | 0              | 0              | 0              | 32       | 2      | 3           | 1          |
| A. Pinga        | 0            | 0            | 0            | 0            | 0              | 0              | 0              | 0              | 0        | 0      | 0           | 0          |
| M. Rodrigues    | 2            | 0            | 0            | 0            | 1              | 0              | 0              | 0              | 3        | 0      | 0           | 0          |
| J. Ruiz         | 16           | 0            | 4            | 0            | 2              | 0              | 1              | 0              | 18       | 0      | 5           | 0          |
| S. Theler       | 25           | 0            | 7            | 0            | 2              | 0              | 0              | 0              | 27       | 0      | 7           | 0          |
| M. Tosetti      | 31           | 2            | 4            | 0            | 0              | 0              | 0              | 0              | 31       | 2      | 4           | 0          |
| Ľ. Tupta        | 12           | 0            | 1            | 0            | 0              | 0              | 0              | 0              | 12       | 0      | 1           | 0          |
| R. Uldriķis     | 24           | 3            | 5            | 0            | 2              | 0              | 0              | 0              | 26       | 3      | 5           | 0          |
| N. Vlasenko     | 0            | 0            | 0            | 0            | 0              | 0              | 0              | 0              | 0        | 0      | 0           | 0          |
| Y. Wakatsuki    | 16           | 1            | 2            | 0            | 1              | 0              | 0              | 0              | 17       | 1      | 2           | 0          |
| W. Wesley       | 6            | 1            | 0            | 1            | 1              | 0              | 0              | 0              | 7        | 1      | 0           | 1          |
| C. Zock         | 18           | 1            | 6            | 0            | 1              | 0              | 0              | 0              | 19       | 1      | 6           | 0          |